# NGC 5643
NGC 5643 é uma galáxia espiral da constelação do Lobo. Possui uma magnitude aparente de 10,2, uma declinação de -44º 10' 24" e uma ascensão reta de 14 horas 32 minutos 41,3 segundos e situa-se a cerca de 55,1 milhões de anoz-luz de distância do nosso sistema solar.